# Jérôme Lempereur
Pour l’article homonyme, voir Lempereur.
Jérôme Lempereur est un footballeur français né le 3 novembre 1973 à Beauvais. Il jouait au poste d'avant-centre.

## Biographie
Débutant dans sa ville natale, il se fait vite une renommée de buteur marquant pas moins de 12 buts lors de sa première saison pro en D2 en 1994.
Malgré la relégation l'AS Beauvais Oise en National, il reste dans sa vile et participe activement à sa remonté en D2 en marquant 16 buts.
De retour en D2 en 1996, il réalise une nouvelle fois une saison complète avec près de 9 buts. Mais en 1997/1998, il ne reste que six mois dans l'Oise où il joue un peu moins préférant partir à Louhans-Cuiseaux où il forme un duo d'attaquants hors pair avec Eric Assadourian et trouve le chemin des filets à neuf reprises en cinq mois de compétition.
Sa réputation de buteur est remarquée par Guy Roux qui le prit à l'AJ Auxerre. S'il a passé deux fois six mois à Auxerre, il n'a jamais eu sa chance en première division, jouant uniquement avec la réserve en CFA pour laquelle il a marqué 12 buts en 16 matchs. Entre-temps, il a connu des prêts dans des clubs de D2 comme au Nîmes Olympique de janvier à mai 1999 (20 matchs, 7 buts), et au Chamois niortais FC d'octobre 1999 à mai 2000 (28 matchs, 9 buts).
Peu utilisé à l'AJA, il est appelé par son ancien entraîneur à Beauvais : Patrick Remy aux commandes du club de La Gantoise, en D1 belge. Mais la Belgique s'avère difficile, en un peu plus d'un an il ne marque qu'un seul but et en octobre 2001, il revient à l'AS Beauvais Oise.
Son club formateur joue alors la montée en L1, et dès son premier match contre l'AS Nancy-Lorraine, il marque un but... avant de rester de nouveau muet.
En 2002/2003, le club picard enregistre l'arrivée d'un nouvel entraîneur (Baptiste Gentili) qui ne compte pas sur lui, et Jérome est invité à l'exil. Il se refait une santé au FC Gueugnon, où dès sa première saison il inscrit 8 buts. La saison d'après (2003/2004) est moins simple et inscrit la moitié de buts.
Non conservé dans l'effectif des forgerons, il redécouvre le championnat National chez l'Entente Sannois Saint-Gratien, où il marque pas moins de 14 buts la première année, terminant second meilleur buteur du National. La saison d'après est tout aussi productive avec 8 buts au compteur mais les dirigeants ne comptent plus sur lui.
En juillet 2006 il effectue un essai, non concluant, au Stade lavallois. À 33 ans, il part finalement dans le très ambitieux club du FC Rouen en CFA, mais une blessure viendra gâcher sa saison ne jouant que 12 rencontres (1 but).
Prenant sa retraite, il revient sur sa décision en 2008, le temps d'une pige de quelques mois dans le tout aussi ambitieux AFC Compiègne, également en CFA, avant de raccrocher définitivement les crampons.
Dès la fin de l'aventure compiegnoise, il devient en juillet 2008 l'entraîneur du club de l'US Nogent (PH) en Picardie (Oise, 60).
En 2018 il est entraîneur adjoint de Rachid Jhouri à l'AS Beauvais durant six mois. L'aventure sera toutefois de courte durée, la relégation se profilant à l'issue de la saison.

## Carrière
- 1994- décembre 1997 :  AS Beauvais
- décembre 1997-1998 :  CS Louhans-Cuiseaux
- 1998- novembre 1998 :  AJ Auxerre
- novembre 1998-1999 :  Nîmes Olympique
- 1999-2000 :  Chamois niortais FC
- 2000- décembre 2000 :  AJ Auxerre
- décembre 2000- octobre 2001 :  La Gantoise
- oct. 2001-2002 :  AS Beauvais
- 2002-2004 :  FC Gueugnon
- 2004-2006 :  Entente Sannois Saint-Gratien
- 2006-2007 :  FC Rouen
- 2008 :  AFC Compiègne[1]

## Parcours d'entraîneur
- 2008-2017: Entraîneur à l’US Nogent
- 2017-2018 : Entraîneur à l'AS Beauvais Oise